# Transposició de Dimroth
La transposició de Dimroth és una reacció orgànica en la que certs 1,2,3-triazols intercanvien substituents en el nitrogen endocíclic amb el exocíclic. Aquesta reacció va ser descoberta l'any 1909 per Otto Dimroth.
Si R és un grup fenil, la reacció es duu a terme en piridina en ebullició al llarg de 24 hores.
Aquest tipus de triazol té un grup amino en la posició 5. Després de l'obertura de l'anell amb un intermediari diazo, la rotació de l'enllaç carboni-carboni és possible amb la migració [1,3] d'un protó.
Certes 1-alquil-2-iminopirimidines també mostren aquest tipus de transposició.
El primer pas és una reacció d'addició d'aigua, seguit de l'obertura de l'anell del hemiaminal per obtenir el amino-aldehid i finalitzant amb el tancament de l'anell.